# Тувинська Вікіпедія
Тувинська вікіпедія (тув. Тыва Википедия) — розділ Вікіпедії тувинською мовою. Створена у 2013 році. Тувинська Вікіпедія станом на 27 березня 2025 року містить 3530 статей, 10 093 зареєстрованих користувачів, 16 активних дописувачів, 1 адміністратора
. Загальна кількість сторінок в тувинській Вікіпедії — 13 379, редагувань — 48 777, мультимедійні файли відсутні
. Глибина (рівень розвитку мовного розділу) тувинської Вікіпедії мала і становить 28.4 пунктів
.

## Історія
- Травень 2012 — створена 100-та стаття (у Вікіінкубаторі)[3].
- Травень 2014 — створена 500-на стаття[4].
- Вересень 2014 — створена 1 000-на стаття[4].
- Березень 2020 — створена 2 000-на стаття (Іркутськ).
- Листопад 2020 — створена 3 000-на стаття (Барнаул).

Станом на 1 лютого 2016 року розділ містив 1265 статей.